# Джош Пек
Джош Пек (на английски: Josh Peck) (роден на 10 ноември 1986 г. в Ню Йорк, САЩ) е американски актьор, комик, режисьор и продуцент. Най-известен е с ролята си на Джош в сериала на Nickelodeon „Дрейк и Джош“.

## Кариера
Той започва актьорската си кариера в края на 90-те години на двадесети век и добива популярност след ролята си в сериала „Аманда“.
Играе Джерълд в ситкома „Дядо по неволя“ (2015 – 2016) и озвучава Кейси Джоунс в „Костенурките нинджа“ (2013 – 2017).